# Етна-Грін (Індіана)
Етна-Грін (англ. Etna Green) — місто (англ. town) в США, в окрузі Косцюшко штату Індіана. Населення — 570 осіб (2020).

## Географія
Етна-Грін розташована за координатами 41°16′32″ пн. ш. 86°2′34″ зх. д. / 41.27556° пн. ш. 86.04278° зх. д. (41.275521, -86.042699).  За даними Бюро перепису населення США в 2010 році місто мало площу 1,33 км², з яких 1,32 км² — суходіл та 0,00 км² — водойми.

## Демографія
Згідно з переписом 2010 року, у місті мешкало 586 осіб у 219 домогосподарствах у складі 159 родин. Густота населення становила 442 особи/км².  Було 245 помешкань (185/км²).
Расовий склад населення:
| - 97,8 % — білих - 0,5 % — чорних або афроамериканців - 0,3 % — корінних американців - 0,3 % — азіатів |

До двох чи більше рас належало 0,5 %. Частка іспаномовних становила 2,4 % від усіх жителів.
За віковим діапазоном населення розподілялося таким чином: 27,3 % — особи молодші 18 років, 60,8 % — особи у віці 18—64 років, 11,9 % — особи у віці 65 років та старші. Медіана віку мешканця становила 35,9 року. На 100 осіб жіночої статі у місті припадало 99,3 чоловіків;  на 100 жінок у віці від 18 років та старших — 94,5 чоловіків також старших 18 років.
Середній дохід на одне домашнє господарство  становив 50 863 долари США (медіана — 47 708), а середній дохід на одну сім'ю — 54 054 долари (медіана — 51 250). Медіана доходів становила 39 688 доларів для чоловіків та 26 786 доларів для жінок. За межею бідності перебувало 10,1 % осіб, у тому числі 14,7 % дітей у віці до 18 років та 7,7 % осіб у віці 65 років та старших.
Цивільне працевлаштоване населення становило 347 осіб. Основні галузі зайнятості: виробництво — 36,6 %, освіта, охорона здоров'я та соціальна допомога — 17,6 %, роздрібна торгівля — 11,2 %, мистецтво, розваги та відпочинок — 10,4 %.